# Somlóvásárhely
Somlóvásárhely es un pueblo ubicado en el distrito de Devecser, en el condado de Veszprém, Hungría.

## Superficie
Posee una superficie de 23,21 kilómetros cuadrados.

## Demografía
Hasta 2019 la población era de 1061 habitantes, con una densidad de población de 45,71 habitantes por kilómetro cuadrado.